# Ягодне (Томський район)
Я́годне (рос. Ягодное) — селище у складі Томського району Томської області, Росія. Входить до складу Богашовського сільського поселення.

## Населення
Населення — 12 осіб (2010; 13 у 2002).
Національний склад (станом на 2002 рік):
- росіяни — 84 %